# Denis Crouzet
Pour les articles homonymes, voir Crouzet.
Denis Crouzet, né le 10 mars 1953 à Paris, est un historien moderniste français, spécialiste du XVIe siècle, de la violence et des troubles de religion au XVIe siècle, ainsi que de l'histoire des mentalités et de l'imaginaire.

## Biographie

### Famille
Denis Crouzet est le fils de François Crouzet, historien économiste, le petit-fils de Maurice Crouzet et l'arrière-petit-fils d'Henri Hauser. Il a épousé Élisabeth Crouzet-Pavan, médiéviste. Il est le père de l’historienne Guillemette Crouzet, également agrégée d’histoire.

### Carrière universitaire
Agrégé d'histoire (1976) et docteur d’Etat (1989), ancien pensionnaire de la fondation Thiers, élève de Pierre Chaunu, il consacre sa thèse aux violences durant les guerres de Religion, thèse dans laquelle il s'attache en particulier à la description des mentalités religieuses de cette époque.
Il est professeur à l'Université de Paris-Sorbonne (Paris IV), directeur de l'UMR 8596 (Centre Roland Mousnier) et directeur de l'IRCOM (Institut de Recherches sur les Civilisations de l'Occident Moderne).
Il a reçu en 2008 pour l'ensemble de ses travaux le prix Madeleine-Laurain-Portemer de l'Académie des sciences morales et politiques. Il est également membre correspondant de la British Academy.
Il devient chevalier de la Légion d'honneur en 2014.
En 2022, élèves et collègues lui ont rendu hommage à travers un volume paru chez Champ Vallon, Un tragique XVIe siècle, sous la direction de Caroline Callard, Tatiana Debbagi Baranova et Nicolas Le Roux.

## Principales publications
- Les guerriers de Dieu : la violence au temps des troubles de religion, vers 1525-vers 1610 (préf. Pierre Chaunu, avant-propos de Denis Richet), vol. 1 et 2, Seyssel, Champ Vallon, coll. « Époques », 1990, 792-737 p. (ISBN 2-87673-094-4, présentation en ligne)Réédition en un seul volume : Les guerriers de Dieu : la violence au temps des troubles de religion, vers 1525-vers 1610 (préf. Pierre Chaunu, avant-propos de Denis Richet), Seyssel, Champ Vallon, coll. « Les classiques de Champ Vallon », 2005, 783-747 p. (ISBN 2-87673-430-3, présentation en ligne), [présentation en ligne].
- Symphorien Champier, Les gestes ensemble la vie du preulx Chevalier Bayard, Imprimerie Nationale, coll. « Acteurs de l'histoire », 2005 (1re édition 1992).
- La Nuit de la Saint-Barthélemy : Un rêve perdu de la Renaissance, Fayard, coll. « Chroniques », 1994  (ISBN 2213592160).

- Prix Monseigneur-Marcel 1995 de l’Académie française.
- La Genèse de la Réforme française 1520-1562, SEDES, coll. « Histoire moderne » no 109, Paris, 1999 (1re édition 1996)  (ISBN 271819281X).
- La Sagesse et le Malheur : Michel de L'Hospital, chancelier de France, Champ Vallon, Seyssel, coll. « Époques », 1998  (ISBN 2876732769).
- Jean Calvin : Vies parallèles, Fayard, 2000  (ISBN 2213606765) ;
- Charles de Bourbon, connétable de France, Fayard, 2003, 720 p. (ISBN 2213614741).
- Natalie Zemon-Davis, L'Histoire tout feu tout flamme : Entretiens avec Denis Crouzet, Albin Michel, coll. « Itinéraires du savoir », 2004, 240 p. (ISBN 2226142436).
- Le Haut Cœur de Catherine de Médicis : Une raison politique aux temps de la Saint-Barthélemy, Albin Michel, coll. « Histoire », 2005, 640 p. (ISBN 2226158820).
- Christophe Colomb : Héraut de l'Apocalypse, Payot et Rivages, 2006, 509 p.  (ISBN 2228900796).
- Dieu en ses royaumes : Une histoire des guerres de religion, Champ Vallon, Paris, 2008, 543 p.  (ISBN 978-2-87673-494-4) (BNF 41369991).
- Nostradamus. Une médecine des âmes à la Renaissance, Payot et Rivages, 2011, 459 p.  (ISBN 9782228906449) ; trad. anglaise : Nostradamus: A Healer of Souls in Renaissance Europe, Cambridge, Polity, 2017.
- Nous sommes des Sangs Mêlés, Manuel d’histoire de la civilisation française, Co-édition avec Elisabeth Crouzet Pavan (préface et postface) de Lucien Febvre et François Crouzet, 2012, Albin Michel, Paris, 400 p  (ISBN 978-2226209016)
- Co-direction avec Francisco Bethencourt, Frontières religieuses. Rejets et passages, dissimulation et contrebande spirituelle dans le monde moderne, (Colloque international Centre culturel Calouste Gulbenkian en collaboration avec le Centre Roland Mousnier et l’IRCOM), Paris, Collection Roland Mousnier, PUPS, 2013, 293 p.
- Co-direction avec Jean-Pierre Bardet et Annie Molinié-Bertrand, Pierre Chaunu historien, Paris, Collection Roland Mousnier, PUPS, 2012, 267 p.  (ISBN 9782840508236)
- Co-direction avec Philippe Desan et Elisabeth Crouzet-Pavan de Cités humanistes Cités politiques, Colloque international Université Paris 4 Sorbonne/CRM et Université de Chicago à Paris, Paris, Collection Roland Mousnier, PUPS, 2014.
- Au péril des guerres de religion, avec Jean-Marie Le Gall, |Presses universitaires de France, mai 2015, 104 p.  (ISBN 978-2130729945).
- Charles Quint. Empereur d’une fin des temps, Éditions Odile Jacob, 2016, 670 pages.
- Direction, Historiens d’Europe, historiens de l’Europe. Défense et illustration de l'histoire de l'Europe, 2017, Champ Vallon, Collection « Époques », Paris, 400 p.  (ISBN 979-10-267-0618-2) [présentation en ligne]
- Les Enfants bourreaux au temps des guerres de Religion, Albin Michel, 2020, 336 p. (ISBN 978-2226446251).
- Le XVIe siècle est un héros : Michelet, inventeur de la Renaissance, Paris, Albin Michel, coll. « Bibliothèque Albin Michel Histoire », 2021, 601 p. (ISBN 978-2-226-44492-9, présentation en ligne).
- Paris criminel 1572, Paris, Les Belles Lettres, 378 p., 2024  (ISBN 978-2251456119)

## Récompenses et distinctions

### Décorations
- Chevalier de la Légion d'honneur
- Chevalier de l'ordre des Palmes académiques